# Alex Livinalli
Alejandro „Alex“ Reynaldo Livinalli Gonzalez (* 31. Januar 1984 in Caracas) ist ein venezolanisch-US-amerikanischer Schauspieler und Stuntman.

## Leben
Alejandro „Alex“ Livinalli wurde am 31. Januar 1984 in Caracas, der Hauptstadt Venezuelas geboren. Als er zehn Jahre alt war, zog er mit seinen Eltern in die USA, wo er bilingual mit Spanisch und Englisch als Muttersprachen aufwuchs. Er besuchte das Miami-Dade College, wo er Schauspiel studierte. Erste Erfahrungen als Schauspieler sammelte er in Kurz- und Studentenfilmen. Für verschiedene Filmproduktionen eignete er sich Sprachkenntnisse in Portugiesisch, der Komantschensprache und der Maya-Sprachen an.
Mitte der 2000er Jahre begann Livinalli in ersten Theater- und Filmproduktionen mitzuwirken und war ab 2010 auch als Stuntman im Einsatz. Seine erste große Filmrolle erhielt er 2010 im Filmdrama High School Gig in der männlichen Hauptrolle des Peter. Im selben Jahr erhielt er eine Rollenbesetzung im Horrorfernsehfilm Alraune – Die Wurzel des Grauens. In den nächsten Jahren folgten weitere Besetzungen in weiteren Filmproduktionen. Ab 2013 folgten Episodenrollen in verschiedenen US-amerikanischen Fernsehserien wie Vampire Diaries, Burn Notice oder Chicago P.D. 2014 war er in drei Episoden der Fernsehserie Graceland als Diego zu sehen. 2015 folgte die Besetzung als Nas in drei Episoden der Fernsehserie Banshee – Small Town. Big Secrets. sowie Episodenrollen in The Red Road und Zoo. 2016 durfte er in insgesamt sieben Episoden der Fernsehserie Fall Into Me die Rolle des Ty darstellen. 2022 erhielt er die Rolle des Attuma, einen der Haupthandlanger des Antagonisten des Films, im Blockbuster Black Panther: Wakanda Forever.

## Filmografie (Auswahl)

### Schauspiel
- 2008: The Next Hit
- 2008: Night Heat (Kurzfilm)
- 2009: Dotted Lines (Kurzfilm)
- 2009: The Gun
- 2009: Stairway to Heaven, Highway to Hell (Kurzfilm)
- 2009: Familia (Kurzfilm)
- 2010: High School Gig
- 2010: Alraune – Die Wurzel des Grauens (Mandrake, Fernsehfilm)
- 2010: Beware
- 2010: Los expertos
- 2011: Yellow Rock
- 2011: Valley of Mist (Kurzfilm)
- 2011: Cowboys & Indians
- 2012: Miami 13
- 2012: Creepy Crawly (Kurzfilm)
- 2012: Revan
- 2013: Vampire Diaries (The Vampire Diaries, Fernsehserie, Episode 4x13)
- 2013: Burn Notice (Fernsehserie, Episode 7x08)
- 2013: The Seventh Spectrum (Fernsehserie, Episode 1x01)
- 2013: Sleepy Hollow (Fernsehserie, Episode 1x03)
- 2013–2014: Nashville (Fernsehserie, 2 Episoden)
- 2014: Chicago P.D. (Fernsehserie, Episode 1x11)
- 2014: Graceland (Fernsehserie, 3 Episoden)
- 2015: Banshee – Small Town. Big Secrets. (Banshee, Fernsehserie, 3 Episoden)
- 2015: The Red Road (Fernsehserie, Episode 2x03)
- 2015: Zoo (Fernsehserie, Episode 1x06)
- 2016: Fall Into Me (Fernsehserie, 7 Episoden)
- 2016: Queen of the South (Fernsehserie, 2 Episoden)
- 2016: Longmire (Fernsehserie, 3 Episoden)
- 2017: The Son (Fernsehserie, 2 Episoden)
- 2018: The Inspectors (Fernsehserie, Episode 3x10)
- 2018: Navy CIS: New Orleans (NCIS: New Orleans, Fernsehserie, Episode 4x15)
- 2018: Icebox
- 2018: Tödliche Stille (Dead Silent, Fernsehdokuserie, Episode 3x03)
- 2019: MacGyver (Fernsehserie, Episode 3x13)
- 2019: Alita: Battle Angel
- 2019: American Horror Story (American Horror Story – 1984, Fernsehserie, Episode 9x02)
- 2019: Reprisal (Fernsehserie, Episode 1x02)
- 2020: The Walking Dead (Fernsehserie, Episode 10x14)
- 2020: 100 días para enamorarnos (Fernsehserie, Episode 1x03)
- 2020: General Hospital (Fernsehserie, Episode 1x14679)
- 2022: Ozark (Fernsehserie, 2 Episoden)
- 2022: Blind Trust
- 2022: Black Panther: Wakanda Forever

### Stunts
- 2010: High School Gig
- 2010: Alraune – Die Wurzel des Grauens (Mandrake, Fernsehfilm)
- 2010: Los expertos
- 2013: Vampire Diaries (The Vampire Diaries, Fernsehserie, Episode 4x13)
- 2013: Burn Notice (Fernsehserie, Episode 7x08)
- 2014: Graceland (Fernsehserie, Episode 2x07)
- 2015: Banshee – Small Town. Big Secrets. (Banshee, Fernsehserie, Episode 3x03)
- 2016: Queen of the South (Fernsehserie, Episode 1x03)
- 2016: Longmire (Fernsehserie, Episode 5x04)
- 2018: Navy CIS: New Orleans (NCIS: New Orleans, Fernsehserie, Episode 4x15)
- 2020: The Walking Dead (Fernsehserie, Episode 10x14)

## Theater (Auswahl)
- 2006: Julius Cesar, Regie: Keith Cassidy
- 2006: K2, Regie: Keith Cassidy
- 2006: Short Eyes, Regie: Keith Cassidy
- 2010: Vampire Masquerade, Regie: Keith Beruban